# Denise Fayolle
Pour les articles homonymes, voir Fayolle.
Denise Fayolle, née le 13 février 1923 à Paris et morte le 24 mars 1995 à Neuilly-sur-Seine (Île-de-France), est une patineuse artistique, styliste, designer, directrice artistique et publicitaire française. Elle a été trois fois championne de France dans les années 1940 (deux fois en individuel et une fois en couple).
Elle a été également la conceptrice du « style Prisu » qui a incarné l’accession des Français à la société de consommation dans les années 1960, et cofondatrice de l'agence de communication Mafia.

## Biographie

### Carrière sportive
Pendant les seuls championnats de France organisés pendant la Seconde Guerre mondiale en 1942, elle devient double championne de France de patinage artistique dans la catégorie féminine et dans la catégorie des couples artistiques avec son partenaire Guy Pigier.
En 1946, avec la reprise des compétitions, elle conserve son titre individuel.
En 1947, elle participe aux championnats d’Europe à Davos et aux championnats du monde à Stockholm dans la catégorie des couples artistiques avec son partenaire. Ils s'y sont classés 4e européens et 7e mondiaux.
Elle n'a jamais participé aux Jeux olympiques d'hiver.

### Reconversion
En 1953, Denise Fayolle devient directrice du style et de la promotion chez Prisunic. Sa devise était : « Le beau au prix du laid ». Pendant toute sa carrière, elle va se battre pour rapprocher la création artistique et la fabrication industrielle à moindre coût, c'est-à-dire développer le beau à bon marché. Elle a incarné l’accession des Français à la société de consommation à partir des 1960 en concevant le « style Prisu ». Elle remodèle tout une gamme de produits tels que les sacs plastique, les bouteilles, les emballages...
En 1957, elle rencontre pour la première fois la journaliste Maïmé Arnodin (1916-†2003) avec qui elle s'associe en 1968 pour créer l'Agence Mafia (Maïmé Arnodin Fayolle Internationale Associés) qui accompagne les clients de l'idée d'un produit à sa promotion. Le travail stylistique de Denise Fayolle va influencer l'image de plusieurs grandes entreprises : Yves Saint Laurent, les 3 Suisses, Absorba...

## Palmarès
| Compétitions en Individuelle                                       | 1940 | 1941 | 1942 | 1943 | 1944 | 1945 | 1946 | 1947 |  |  |  |  |  |  |
| Jeux olympiques d'hiver                                            | JA   |      |      |      | JA   |      |      |      |  |  |  |  |  |  |
| Championnats du monde                                              | CA   | CA   | CA   | CA   | CA   | CA   | CA   |      |  |  |  |  |  |  |
| Championnats d’Europe                                              | CA   | CA   | CA   | CA   | CA   | CA   | CA   |      |  |  |  |  |  |  |
| Championnats de France                                             | CA   | CA   | 1re  | CA   | CA   | CA   | 1re  |      |  |  |  |  |  |  |
|                                                                    |      |      |      |      |      |      |      |      |  |  |  |  |  |  |
| Compétitions en Couple                                             | 1940 | 1941 | 1942 | 1943 | 1944 | 1945 | 1946 | 1947 |  |  |  |  |  |  |
| Jeux olympiques d'hiver                                            | JA   |      |      |      | JA   |      |      |      |  |  |  |  |  |  |
| Championnats du monde                                              | CA   | CA   | CA   | CA   | CA   | CA   | CA   | 7e   |  |  |  |  |  |  |
| Championnats d’Europe                                              | CA   | CA   | CA   | CA   | CA   | CA   | CA   | 4e   |  |  |  |  |  |  |
| Championnats de France                                             | CA   | CA   | 1re  | CA   | CA   | CA   |      | 2e   |  |  |  |  |  |  |
| Légende : JA = Jeux olympiques annulés ; CA = Championnats annulés |      |      |      |      |      |      |      |      |  |  |  |  |  |  |

## Sources
- Le livre d'or du patinage d'Alain Billouin, édition Solar, 1999